# Ocreatus underwoodii
Ocreatus underwoodii là một loài chim trong họ Chim ruồi.